# 辉南县
辉南县是吉林省通化市下辖的一个县。前身是晚清时设置的輝南直隸廳。

## 行政区划
辉南县下辖3个街道办事处、10个镇、1个民族乡：
东凤街道、朝辉街道、西凤街道、朝阳镇、辉南镇、样子哨镇、杉松岗镇、石道河镇、辉发城镇、抚民镇、金川镇、团林镇、庆阳镇和楼街朝鲜族乡。

## 人口
根据第七次人口普查数据显示辉南县常住人口为23.7113万人，城镇化率为52.12%，常住人口户数为9.6032万户。

## 特产
辉南大米：中国地理标志产品。